# Hans Tilkowski
Hans Tilkowski (12. července 1935, Dortmund, Německo – 5. ledna 2020) byl německý fotbalista, který reprezentoval někdejší Západní Německo. Hrával na pozici brankáře.
S německou reprezentací získal stříbrnou medaili na světovém šampionátu v Anglii roku 1966 Byl nominován již na mistrovství světa v Chile roku 1962, ale na turnaji nakonec nenastoupil, zůstal náhradníkem Wolfganga Fahriana. Celkem za národní tým odehrál 39 utkání.
S Borussií Dortmund vyhrál v sezóně 1965/66 Pohár vítězů pohárů. Získal s ní též německý pohár (1964/65).
Roku 1965 byl vyhlášen německým fotbalistou roku.
Po skončení hráčské kariéry se stal trenérem.